# Scheitan (Band)
Scheitan (von Arabisch الشيطان, aš-Šaiṭān für Teufel) ist eine schwedische Band, welche 1996 von Pierre Törnkvist und Oskar Karlsson in Luleå ins Leben gerufen wurde.

## Geschichte
1996 beschlossen die beiden Musiker Pierre Törnkvist und Oskar Karlsson (ex-Gates of Ishtar) das Projekt Scheitan zu gründen. Zusammen begannen sie ihren ersten Song aufzunehmen und an verschiedene Plattenlabel zu verschicken. Nachdem man beim deutschen Label Invasion Records einen Vertrag unterzeichnet hatte, erschien noch im selben Jahr das Debütalbum Travelling in Ancient Times.
Mit Berzerk 2000 erschien 1998 das zweite Album der Band ebenfalls unter Invasion Records. Nachdem Invasion Records kurz darauf aufgelöst worden war, wechselte die Band zu Century Media, wo sie ihr drittes und letztes Album Nemesis veröffentlichten. Zu diesem hatten sich Oskar und Pierre mit der Sängerin Lotta Högberg und Keyboarder Göran Norman Unterstützung geholt. Auffällig war ebenfalls, dass auf dem Cover von Nemesis das Pentagramm, welches auf den ersten beiden Alben zu finden war, fehlte.
Im Jahre 2000 löste sich die Band auf. Oskar Karlsson und Pierre Törnkvist gründeten später die Death-’n’-Roll-Band Helltrain. Im Jahre 2023 wurde Scheitan reformiert.

## Stil
Michael Rensen vom Rock Hard zählte Scheitan „zu jenen Bands, die stilistisch immer zwischen allen Stühlen saßen bzw. ziemlich unvorhersehbar waren“. Insbesondere das erste Album orientierte sich am Black Metal. Die typisch hohe Kopfstimme, härtere und schnellere Passagen wurden durch einen eher ruhigen Schlagzeug-Grundrhythmus und Sprechgesang ergänzt. Der Nachfolger Berzerk 2000 stellt laut Rensen einen „spannenden Grenzensprenger“ dar, „der großartige, immer etwas knarzige Melodic-Death-Hymnen wie selbstverständlich neben unpeinlichen Gothrock-Bombast, ziemlich weggetretene Soundscape-Trips und knüppelige Klirr-und-keif-Black-Metal-Rasereien stellte“. Das Album Nemesis dagegen enthielt eher rockige Elemente und war im Gothic Metal und im Death ’n’ Roll im Stile von Sentenced, Entombed und Blackshine angesiedelt, außerdem wurde die Musik mit AC/DC und der Gesang mit dem Mille Petrozzas verglichen. Rensen bezeichnete die Musik als „sehr rockigen Goth’n’Roll“.

## Diskografie
Studioalben
- 1996: Travelling in Ancient Times (Invasion Records)
- 1998: Berzerk 2000 (Invasion Records)
- 1999: Nemesis (Century Media)
- 2024: Songs for the Gothic People (The Circle Music)

EP
- 2021: Deathgoth

Singles
- 2023: Lost in Time
- 2023: Fire at Dawn
- 2023: White Wedding (Original: Billy Idol)
- 2024: Love n Death
- 2025: Carry Me Home